# Anomala umboniformis
Anomala umboniformis är en skalbaggsart som beskrevs av Ohaus 1916. Anomala umboniformis ingår i släktet Anomala och familjen Rutelidae. Inga underarter finns listade i Catalogue of Life.